# Менон (сатрап Арахозии)
Менон (др.-греч. Μένων; IV век до н. э.) — македонский сатрап Арахозии.

Карта деления империи Ахеменидов на сатрапии

## Биография
Согласно Квинту Курцию Руфу и Арриану, после покорения земель ариспов в 330 году до н. э. Александр Македонский со своей армией направился в Арахозию, где соединился с Парменионом. По замечанию Ф. Шахермайра, вряд ли покорение этой страны вызвало у македонян серьезные затруднения. Здесь Александр, памятуя о событиях в Арии, отступил от своего привычного правила назначать сатрапами персов. Наместником в Арахозии стал Менон, который в свое распоряжение получил четыре тысячи гоплитов и шестьсот всадников. Его резиденцией стала, видимо, Александрия Арахозия, располагавшаяся на территории современного Кандагара. По мнению Кошеленко Г.А., её первыми жителями стали солдаты Менона.
Менон умер от болезни, когда Александр находился в Индийском походе. Вследствие его долгого отсутствия во многих сатрапиях начались беспорядки. В это время власть в Арахозии захватили иранцы Зариасп и Ордан (или Озин). Они намеревались создать собственное государство, но были схвачены Кратером. Правителем Арахозии Александр сделал Сибиртия.
Страбон в своей «Географии» также упоминает некоего Менона, направленного Александром для захвата золотых рудников в Армении и захваченного в плен местными жителями.